# Fortezza di Erebuni
La fortezza di Erebuni (armeno: Էրեբունի), anche nota come Arin Berd (armeno: Արին Բերդ; fortezza di sangue) è una città fortificata risalente all'antico regno di Ararat e ubicata nell'odierna Erevan, in Armenia. Erta su un'altura a 1,017 metri sul livello del mare, era una delle fortificazioni erette lungo il confine araratiano settentrionale, nonché uno dei più fiorenti centri economici, politici e culturali dell'antico regno.

## Etimologia
In un'iscrizione rinvenuta presso Karmir Blur, il verbo erebu-ni è usato nel senso di «afferrare, saccheggiare, rubare o rapire»: gli studiosi, dopo vari dibattiti, concordano oggi nell'affermare che contestualizzando storicamente tale sfera semantica il nome di Erebuni è direttamente collegato a un concetto di cattura, conquista e conseguentemente di vittoria.  A discostarsi da questa lettura etimologica vi è tuttavia lo storico Amjad Jaimoukha, per il quale eri si riferisce agli Hers, la popolazione autoctona dell'area, mentre buni si riallaccerebbe al lemma ceceno bun, a significare «rifugio» o «cabina».

## Storia

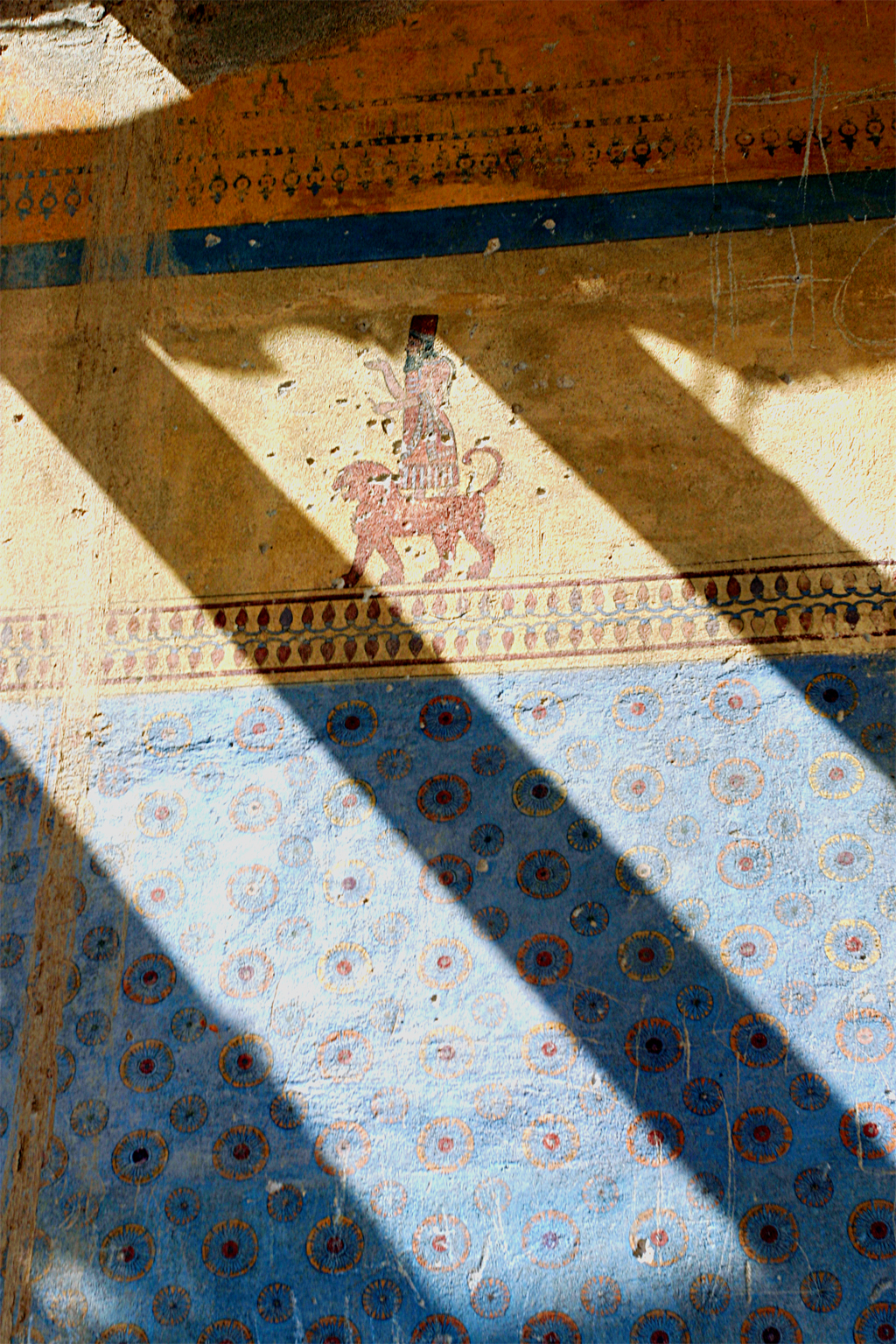
Riproduzione moderna delle antiche pitture parietali di Erebuni

Erebuni fu fondata dal monarca urartiano Argishti I (r. ca. 785–753 a.C.) sulla sommità di una collina denominata Arin Berd e volta verso la valle del fiume Arax così da dotare il proprio regno di un ulteriore avamposto militare per proteggerne i confini settentrionali. Descritta come un «fiorente centro amministrativo e religioso, quasi una capitale reale», la costruzione della fortezza di Erebuni si data in un periodo in cui il re Argishti andava inanellando incalzanti successi bellici, con le conquiste dei territori a nord di Erevan e a ovest del lago Sevan (in corrispondenza dell'odierna cittadina di Abovyan) che pertanto fornivano manodopera gratuita, con i prigionieri di guerra impiegati per l'erezione del complesso.
Alcune campagne archeologiche condotte nell'autunno del 1950 sotto la direzione di Konstantine Hovhannisyan hanno portato alla luce una grande lastra cuneiforme recante iscrizioni di Argishti I, re di Ararat, con la quale è possibile fissare l'anno di inizio di costruzione della fortezza al 782 a.C. Tale iscrizione tradisce l'orgoglio del popolo araratiano e così riporta: «Argishti, figlio di Menua, ha costruito questa magnifica fortezza come residenza per Khaldi, il Signore, per la Gloria dei paesi Biayni e l’orrore dei nemici. Argishti proclama: la terra era un deserto, prima dei grandiosi interventi che vi ho compiuto». Argishti ha lasciato un'iscrizione simile alla capitale araratiana di Tushpa (l'odierna Van), affermando che ha condotto circa seimila prigionieri di guerra da Khate e Tsupani per popolare la sua nuova città. In maniera analoga ad altre città urartiane del tempo, Erebuni è stata costruita su un piano triangolare in cima a una collina ed era protetta da mura da 10 a 12 metri (33-39 piedi). Dietro di loro, gli edifici erano separati da muri centrali e interni. Le pareti sono state costruite con una grandiosa varietà di materiali, tra cui basalto, tufo e legno. Argishti costruì qui un grande palazzo e gli scavi archeologici condotti nella zona hanno rivelato che altri edifici degni di nota comprendevano una sala delle assemblee reale colonnata, un tempio dedicato a Khaldi, una cittadella (dove viveva la guarnigione), oltre che abitazioni, dormitori e magazzini. Le pareti interne erano riccamente decorate decorazioni e dipinti parietali raffiguranti scene religiose e profane.
I successivi re urartiani resero Erebuni il loro luogo di residenza durante le loro campagne militari contro gli invasori del nord e continuarono i lavori di costruzione per innalzare il sistema difensivo della fortezza. Anche i re Sarduri II e Rusa I utilizzarono Erebuni come sito di allestimento per nuove campagne di conquista dirette verso il nord. All'inizio del sesto secolo tuttavia lo stato di Ararat, sotto la costante pressione degli invasori stranieri, crollò. La regione cadde così sotto il controllo dell'Impero achemenide: la posizione strategica occupata da Erebuni non diminuì affatto, tuttavia, e anzi il sito divenne un importante centro della satrapia dell'Armenia. Nonostante numerose invasioni da parte di potenze straniere successive, la città non fu mai veramente abbandonata e fu continuamente abitata nei secoli successivi, fino a divenire la città di Erevan, attuale capitale dell'Armenia. La stretta affinità di Erebuni con Yerevan è stata celebrata in un festival che si è tenuto nel settembre del 1968, in commemorazione del 2750º compleanno di Erebuni.

## Architettura

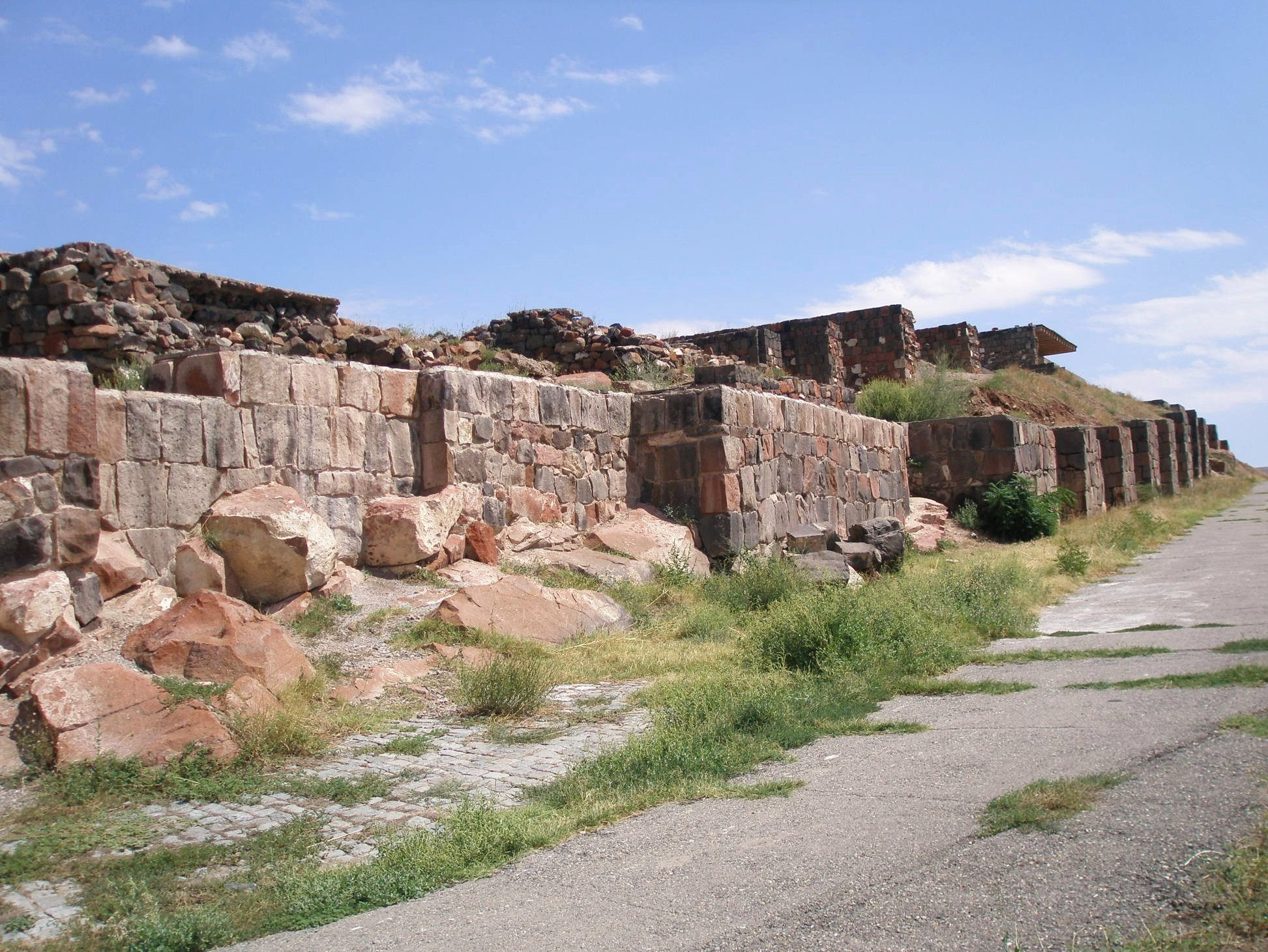
Mura di Erebuni

L'ingresso principale della fortezza si trovava nel punto più a sud-est del pendio della collina e conduceva al cortile centrale della cittadella.  Le cerimonie tenute dalle guardie personali di Argishti I e dalle guardie della guarnigione della fortezza erano festeggiate qui.
Nella parte sud-occidentale del cortile si ergeva un tempio dedicato al culto del dio Khaldi. Il tempio presentava un importante sviluppo in lunghezza ed era dotato di una scala che conduceva al tetto di una torre modellata sul tipo della ziggurat. Intorno alla sala c'era un portico aperto dodecastilo con panche lungo le pareti. Un altare per i sacrifici era situato sulla parete sinistra. Le pareti erano decorate con affreschi colorati raffiguranti rappresentazioni di figure umane, divinità, oltre che disegni geometrici e floreali. Uno degli affreschi scoperti raffigura il dio Khaldi in posizione eretta su un leone con una guardia nella sua mano sinistra e una corona cornuta sulla sua testa (tale apparato iconografico viene poi ripreso in altre raffigurazioni dello stesso dio rinvenute presso altri siti). Il pavimento del tempio contrastava notevolmente con il resto del complesso in quanto non era in argilla, o in pietra, bensì composto da piccole assi lignee.

## Scavi archeologici
Malgrado i primi scavi archeologici furono condotti già in epoca ottocentesca, per il primo intervento sistematico bisognerà attendere il 1952, anno in cui per interesse dell'Istituto di Archeologia ed Etnografia dell'Accademia Armena delle Scienze e del Consiglio per la Conservazione e il Restauro dei Monumenti Architettonici del Museo Puškin venne istituito un team di esperti in diverse materie in ambito archeologico guidato da Konstantine Hovhannisyan e Boris Piotrovsky. La prima fase degli scavi (1950-1968) ha interessato il palazzo di Argishti, la sala delle assemblee reale, i templi e oltre un centinaio di stanze. Sono stati portati alla luce anche decine di manufatti urartiani e achemeniani, come ceramiche, terraglie, fibbie per cintura, bracciali, perline, recipienti per bere, elmi, frecce e monete d'argento. I frammenti di pitture parietali che sono stati scoperti erano ornati con importanti temi religiosi, tra cui «processioni di divinità, animali sacri e alberi della vita», così come scene di vita quotidiana, con episodi di «caccia, allevamento di bestiame e agricoltura».
Sono state inoltre scoperte aree di stoccaggio per cereali, olio e vino. Sulle porte di tali zone di deposito sono state rinvenute anche delle iscrizioni che indicano chi ha costruito l'area di stoccaggio e la quantità degli oggetti collocati in esse. Una di queste iscrizioni recita: «Con la grandezza di dio Chaldis, Sarduri, figlio di Argistis, costruì questa casa e creò anche questi granai. In uno di essi c'erano 12.600 Kapis, un altro aveva 11.500 Kapis; interamente 24.100 Kapis. Sarduri, figlio di Argistis, potente re, re del paese Bianinili, capo della città di Tushpah». Interessanti anche gli enormi vasi di ceramica che contenevano vino e olio, e manufatti analoghi impiegati per la produzione di birra a base di orzo. Altre anfore molto più grandi erano usate per conservare cibi e vino. Piccoli segni circolari sui lati di questi contenitori vicino alla parte superiore indicavano la quantità di materiale che poteva essere immagazzinata all'interno.
Numerose iscrizioni cuneiformi incise su basalto sono state individuate in tutto il complesso: alcune di queste sono state sottoposte a una musealizzazione, mentre altre sono state lasciate sui muri. Nel 1968 fu fondato il Museo di Storia Erebuni. La sua apertura è stata cronometrata in coincidenza con il 2750º anniversario di Yerevan. Il museo raccoglie oggetti scoperti durante gli scavi di Arin Berd e Karmir Blur e fornisce una storia del sito.

## Galleria d'immagini

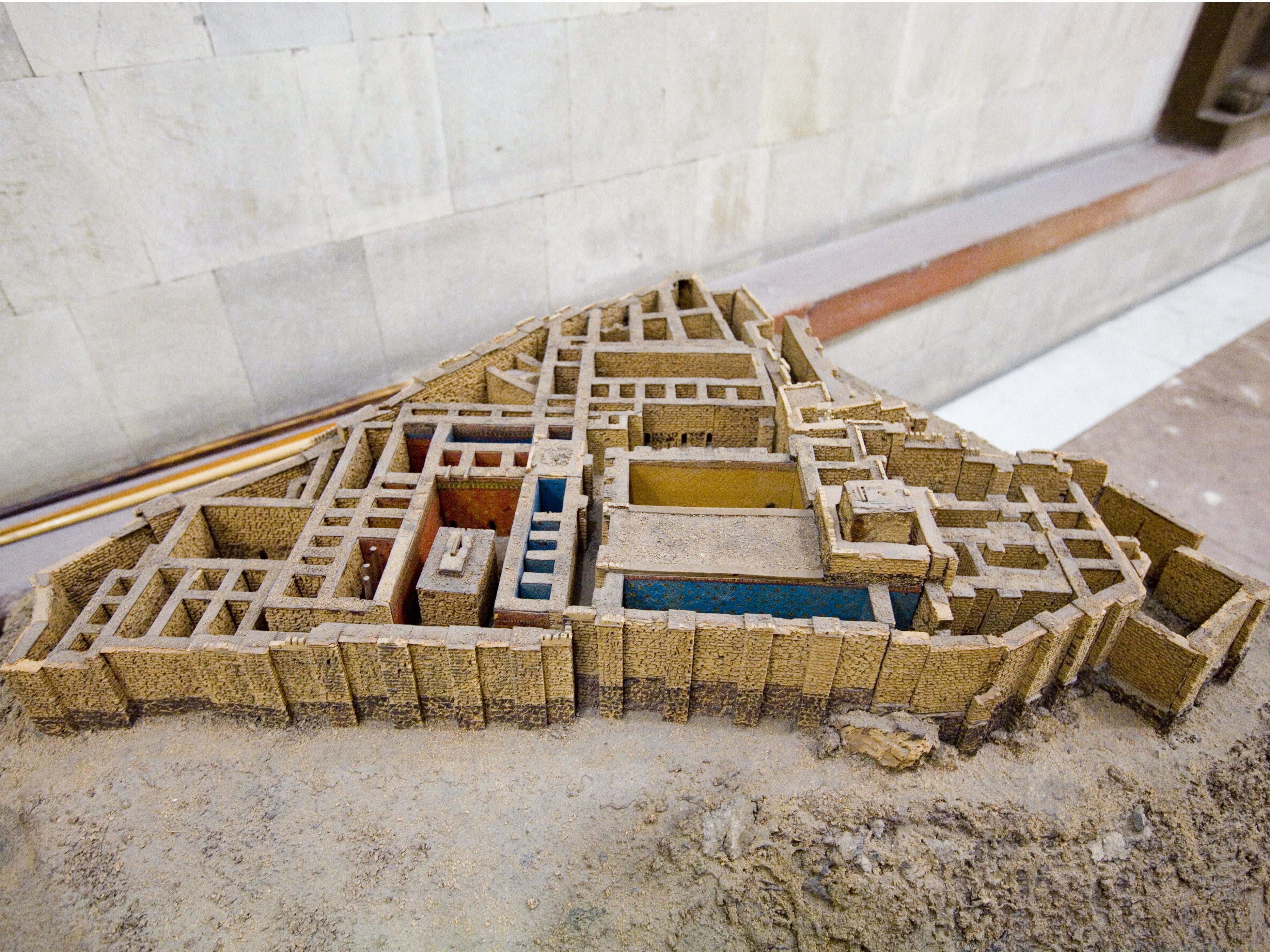
Modello della fortezza di Erebuni
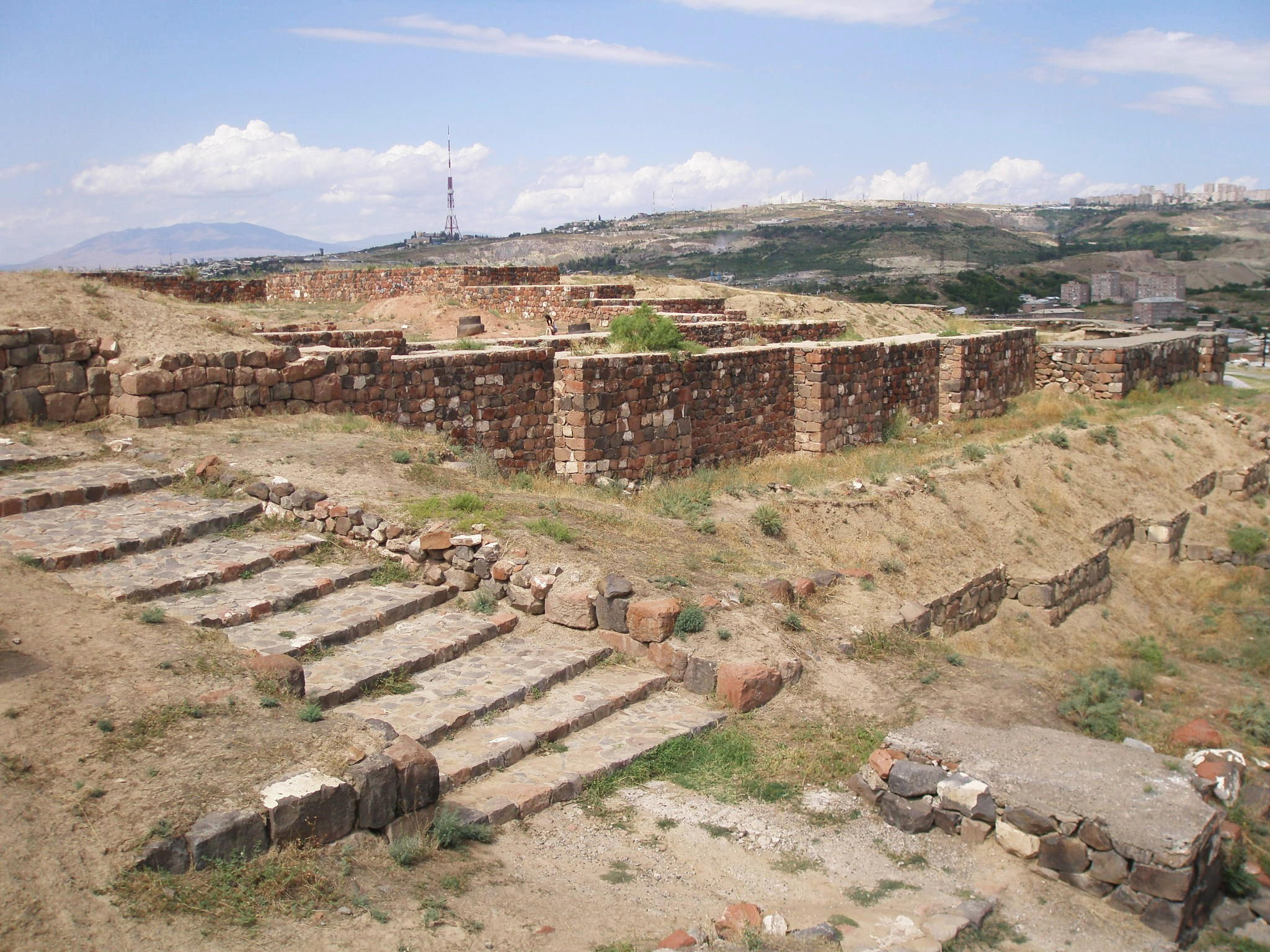
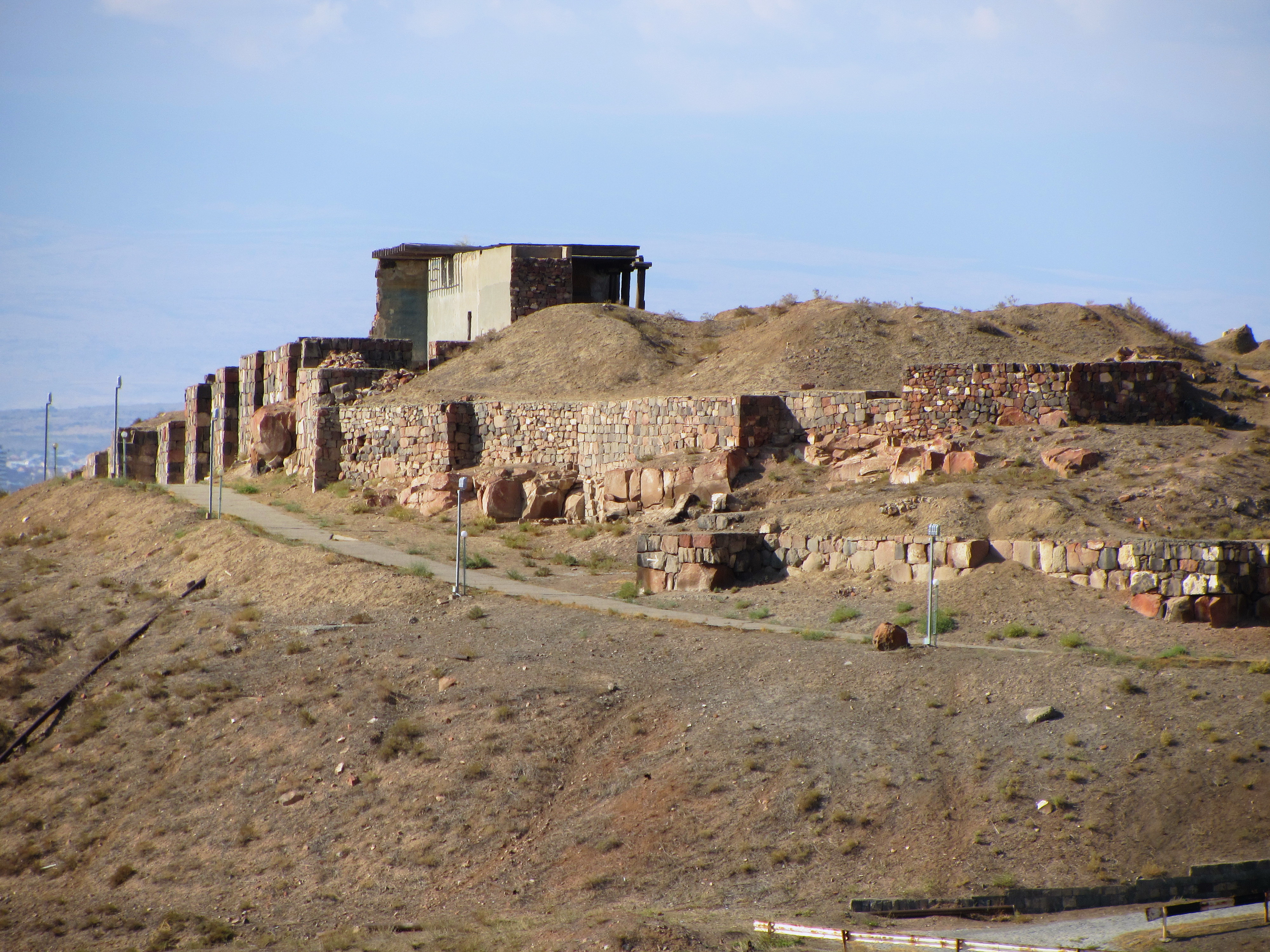
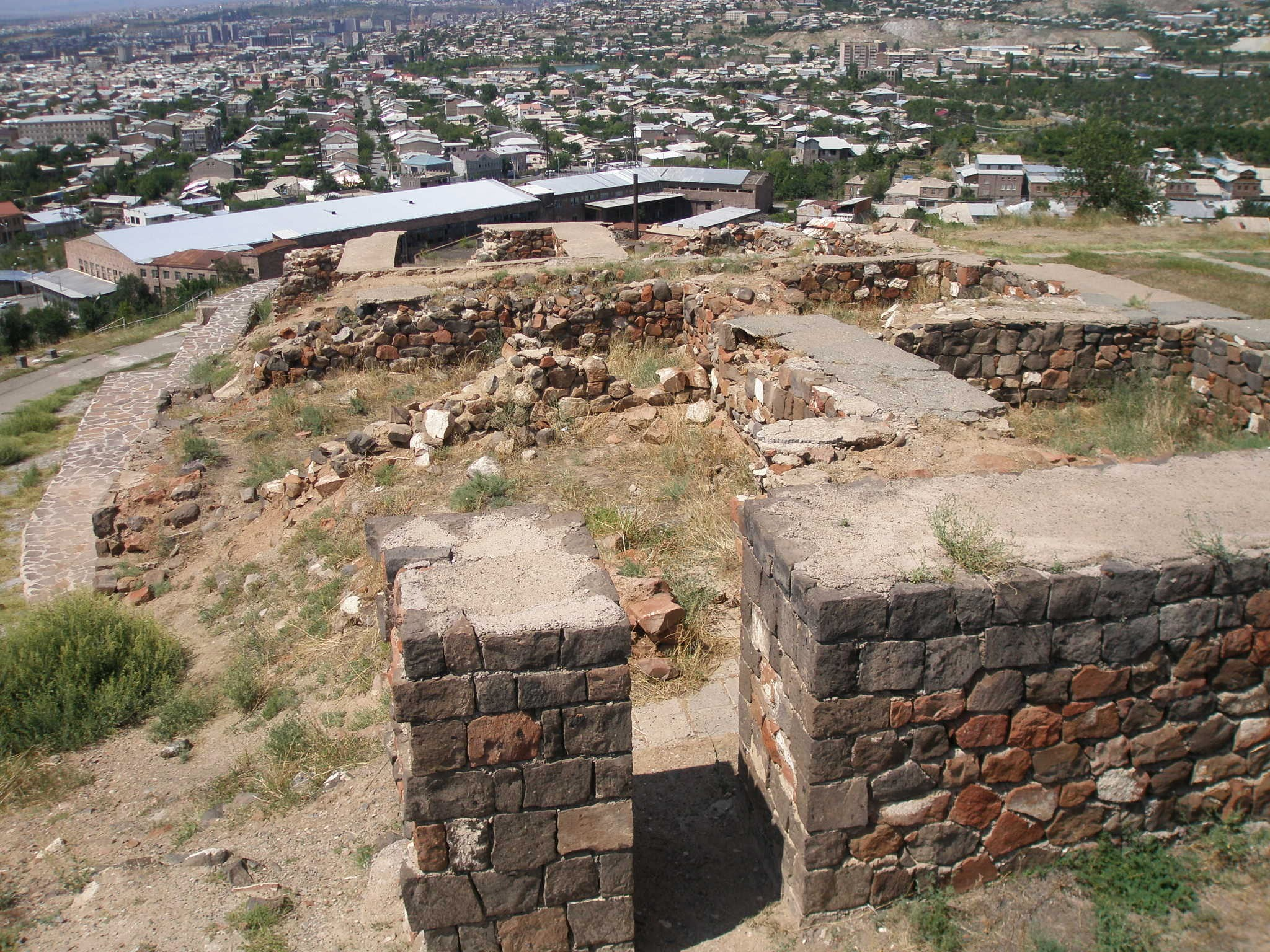
Mura della cittadella
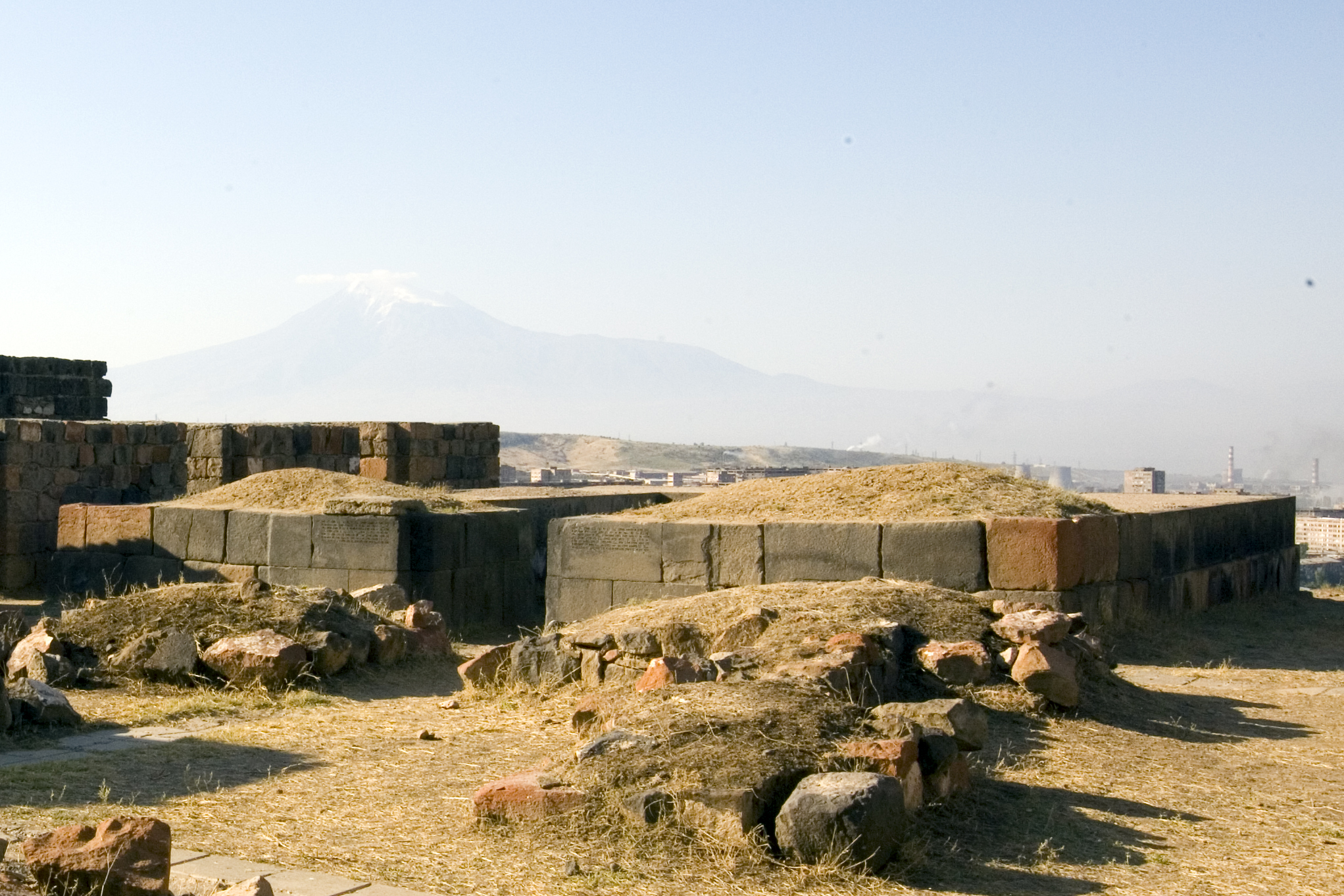
Susi Temple
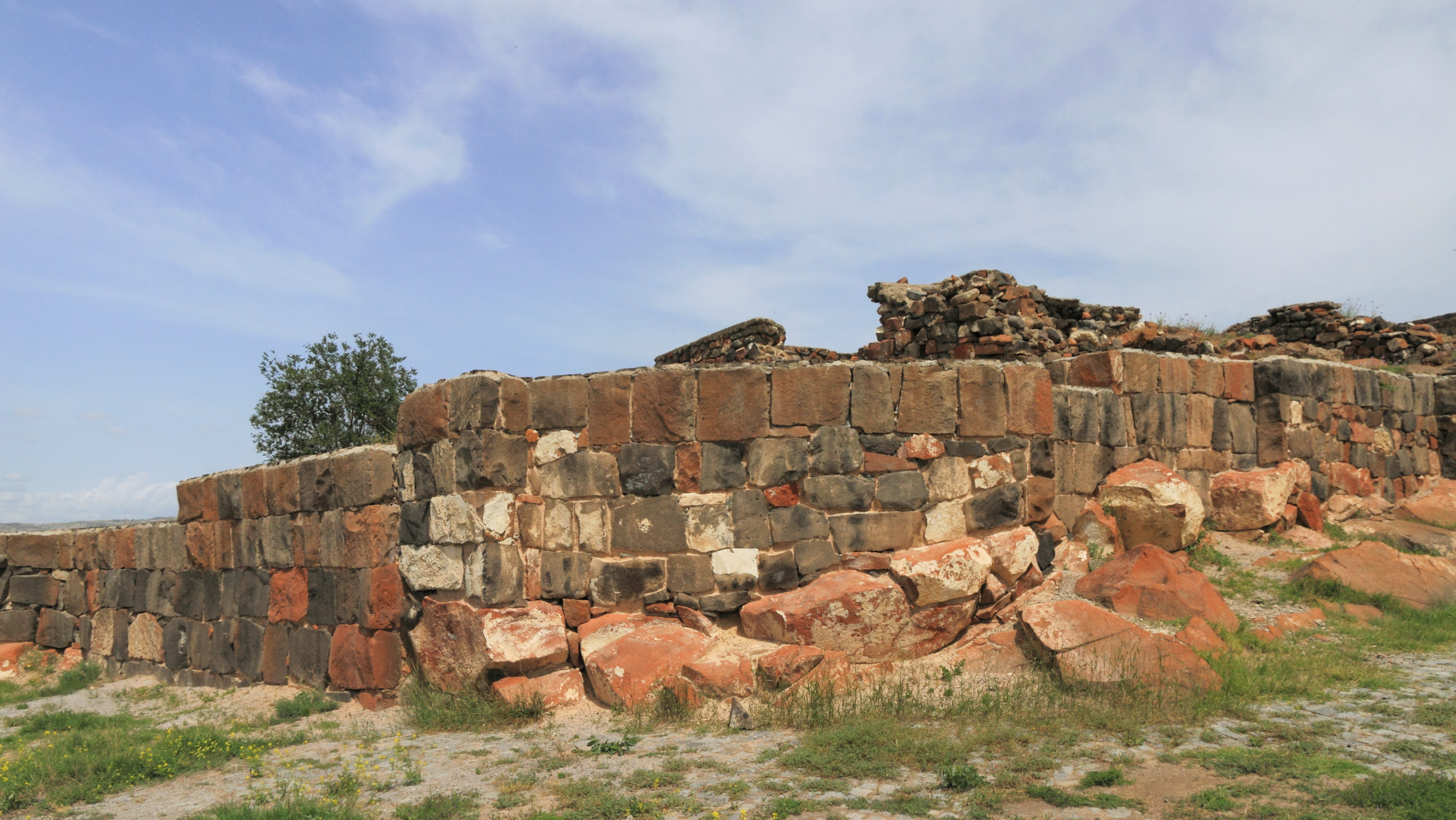
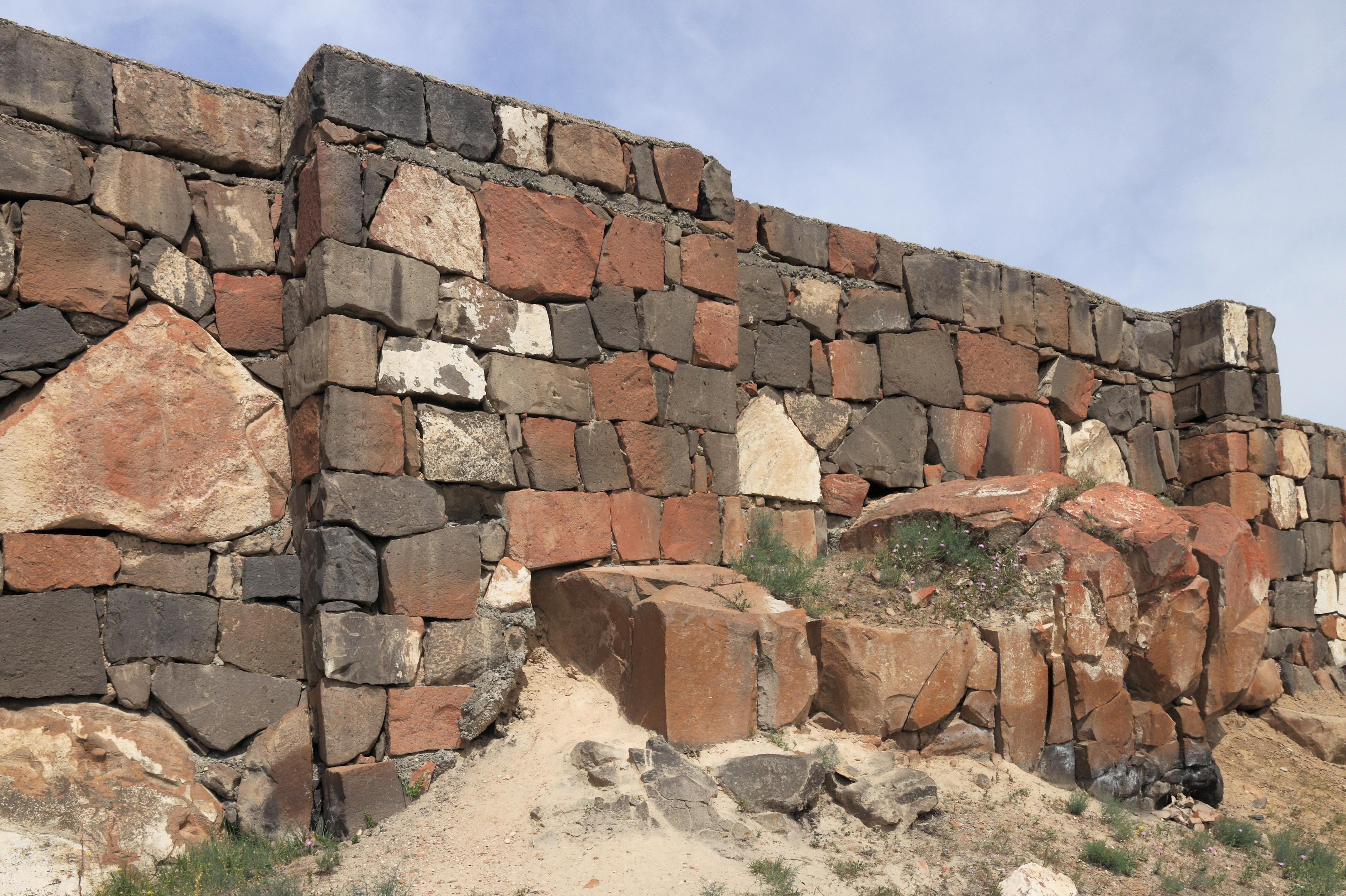